# Molly Kreklow
Molly Kreklow Taylor (St. Louis Park, 17 febbraio 1992) è un'ex pallavolista e allenatrice di pallavolo statunitense.
Giocava nel ruolo di palleggiatrice. È assistente allenatrice volontaria della University of Missouri.

## Carriera

### Giocatrice
La carriera di Molly Kreklow inizia a livello giovanile con la formazione del Thunder Volleyball. Contemporaneamente gioca anche a livello scolastico, vestendo prima la maglia della Blaine High School e poi quella della Delano High School, mentre a livello di club passa alla formazione del Northern Lights Junior Volleyball; in questi anni entra a far parte delle selezioni giovanili statunitensi, vincendo la medaglia d'oro al campionato nordamericano Under-18 2008 ed al campionato nordamericano Under-20 2010. Gioca poi nella NCAA Division I con la University of Missouri dal 2010 al 2013, senza però ottenere grandi risultati; nell'estate del 2014 fa il suo esordio con la nazionale statunitense maggiore in occasione della Coppa panamericana, torneo nel quale vince la medaglia d'argento.
Nella stagione 2014-15 fa il suo esordio da professionistica, giocando nella 1. Bundesliga tedesca col Dresdner, aggiudicandosi lo scudetto; con la nazionale vince la medaglia d'oro al World Grand Prix, dove viene eletta miglior palleggiatrice, quella di bronzo alla Coppa del Mondo ed un altro oro al campionato nordamericano 2015. Nella stagione successiva si trasferisce all'Eczacıbaşı, nella Voleybol 1. Ligi turca.
Nel campionato 2016-17 approda nel massimo campionato italiano, ingaggiata dal River di Piacenza per ovviare all'infortunio occorso a Francesca Ferretti; il 30 novembre 2016, tuttavia, in seguito all'assenza ingiustificata dell'atleta statunitense a partire dal 22 novembre, il contratto fra la stessa e la formazione emiliana si interrompe, sancendo il ritiro dell'atleta dalla pallavolo giocata.

### Allenatrice
Nel 2017 torna alla University of Missouri come assistente allenatrice volontaria, seguendo suo marito, nominato assistente allenatore.

## Vita privata
Proviene da una famiglia legata alla pallavolo e alla pallacanestro: i suoi zii, Susan e Wayne Kreklow, anche ex cestista, allenano la University of Missouri dove ha giocato insieme a sua cugina Ali, mentre i suoi cugini Ricky e Ryan sono cestisti; è sposata con l'ex pallavolista Joshua Taylor ed è cognata della pallavolista Nikki Taylor.

## Palmarès

### Club
- Campionato tedesco: 1

2014-15

### Nazionale (competizioni minori)
- Campionato nordamericano Under-18 2008
- Campionato nordamericano Under-20 2010
- Coppa panamericana 2014

### Premi individuali
- 2013 - All-America First Team
- 2015 - World Grand Prix: Miglior palleggiatrice